# Naturpark Telašćica
Der Naturpark Telašćica (kroatisch Park prirode Telašćica) ist ein 1988 gegründeter Naturpark in Kroatien, der sich an der südöstlichen Spitze der Insel Dugi Otok (kroatisch für „lange Insel“) befindet. Der Naturpark grenzt im Süden unmittelbar an den Nationalpark Kornaten. Der Verwaltungssitz des Naturparks befindet sich in Sali auf der Insel Dugi Otok. Er ist vom Hafen Zadar auf dem Seeweg aus bequem zu erreichen. 

## Beschreibung
Der Naturpark Telašćica erstreckt sich in den mittleren und westlichen Landschaften des südöstlichen Inselbereichs einschließlich der Bucht von Telašćica. Der östliche Landstreifen mit der Stadt Sali, dem Saljsko polje sowie den Buchten Dumboka und Rasohač gehören nicht zum Naturpark. In und vor der Bucht von Telašćica befinden sich einige kleinere Inseln und Felsrücken (Korotan, Galijola, Gozdenjak, Farfarikulac, Gornji Školj und Donji Školj, Katina, Buč Veli und Buč Mali sowie Gornja Aba). Ferner gehören auch die in der Adria gelegenen Inseln Garmenjak Mali, Garmenjak Veli sowie Sestrica Vela, Sestrica Mala und Aba Mala zu seinem Territorium. Nicht unberücksichtigt darf bleiben, dass auch die vor den südwestlichen und südlichen Küsten liegenden und zur Gespanschaft Zadar gehörenden Meeresbereiche in das Gebiet des Naturparks einbezogen sind.
Seine Landschaft ist unter anderem bekannt für seine hohen Felsklippen und den Salzsee Mir („Frieden“). Am Rand des stark salzhaltigen Gewässers wachsen Nadelgehölze.
Einst wurde der Hafen von Telašćica auch Porto Tajer genannt.

## Galerie

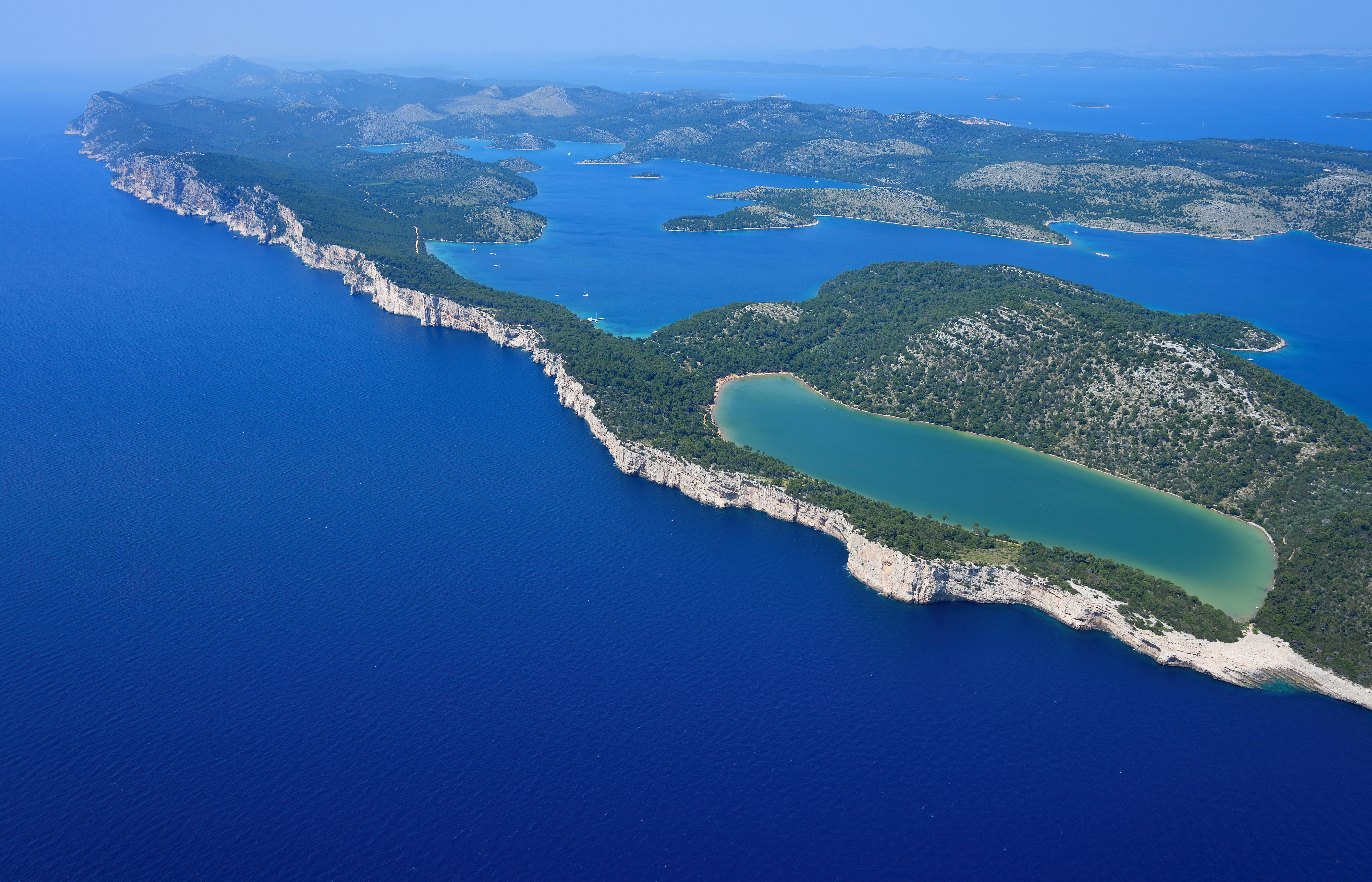
Luftbild des Naturparks Telašćica
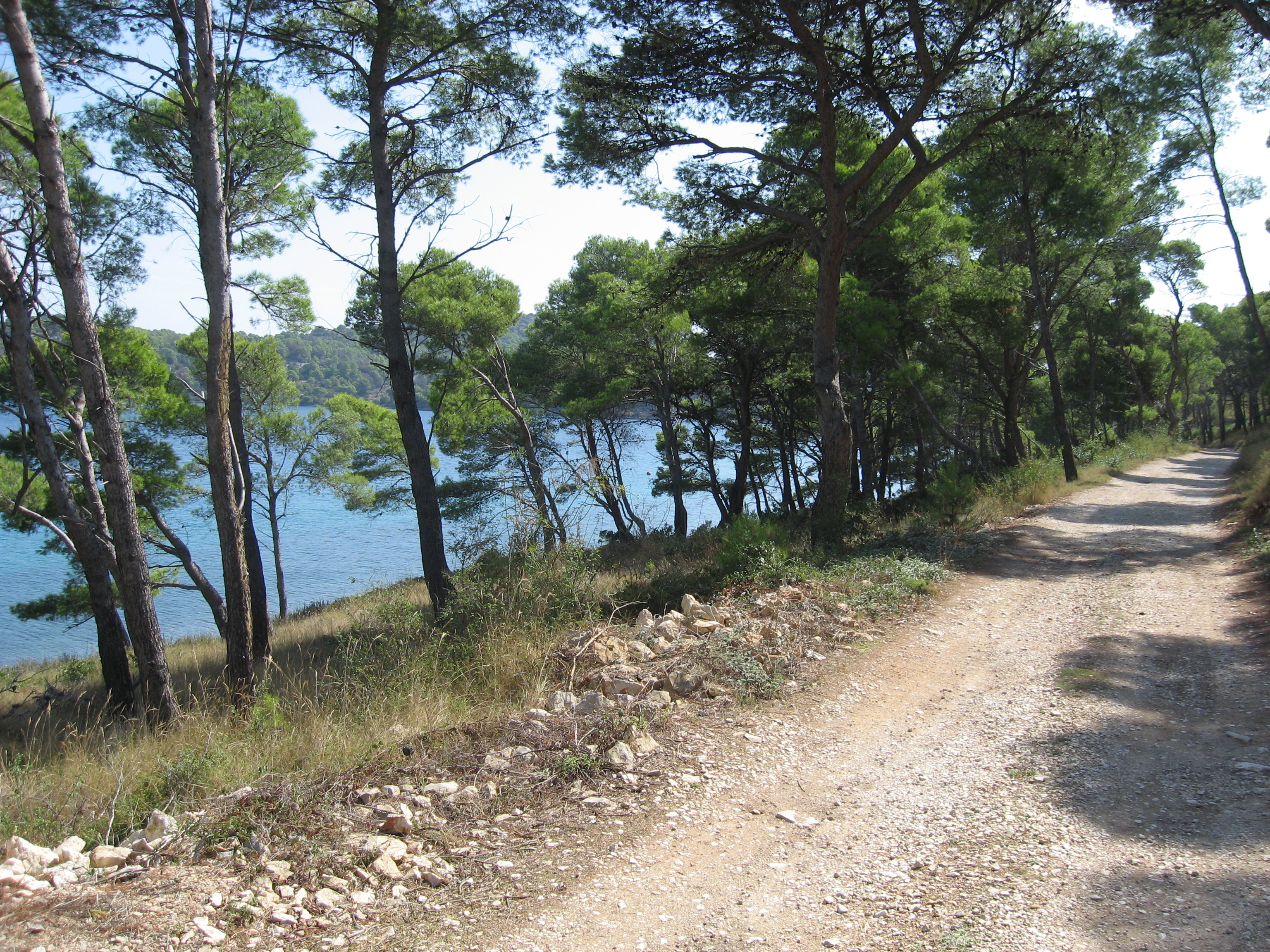
Fahrweg
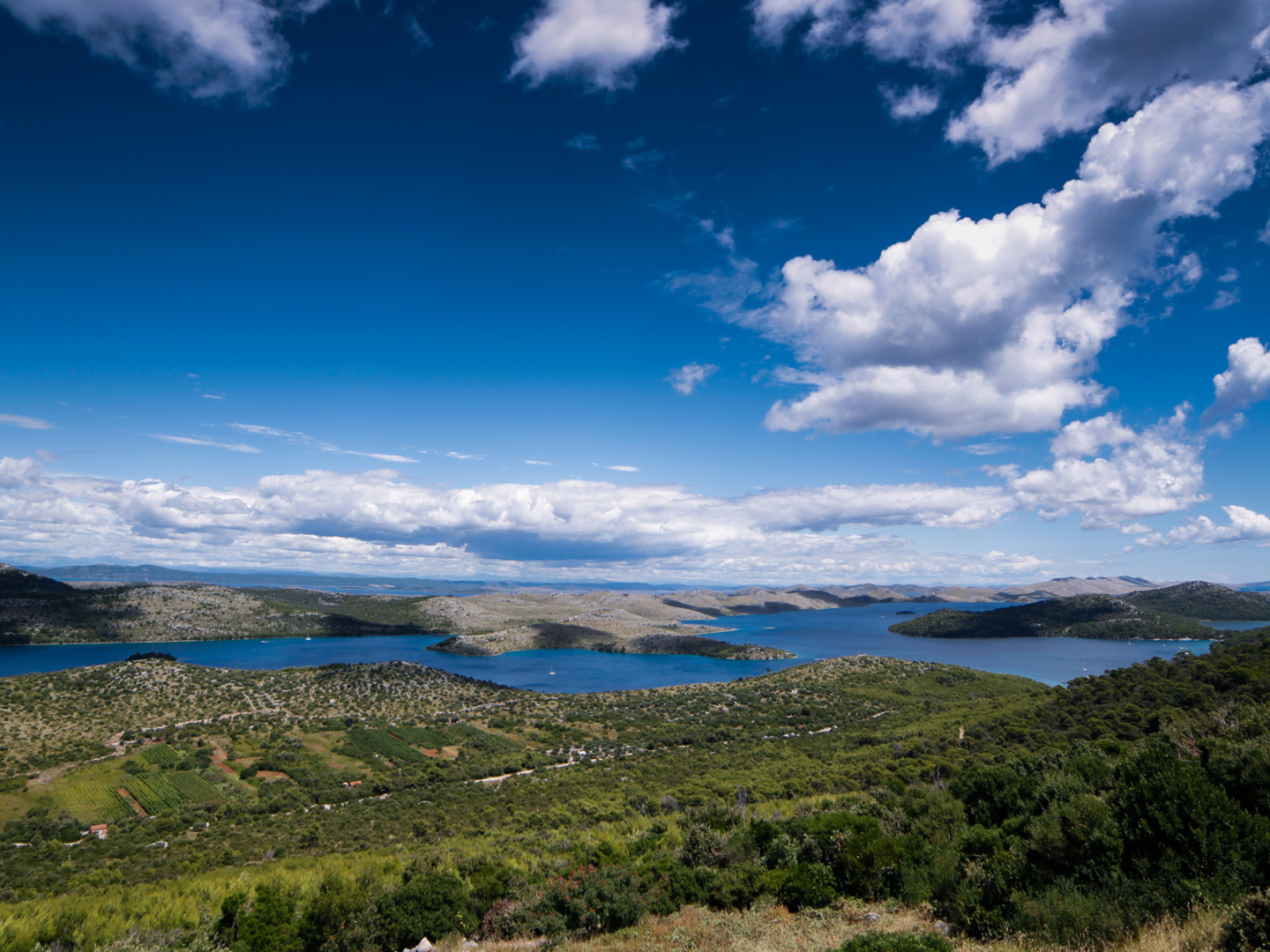
Blick über die Bucht nach Südosten
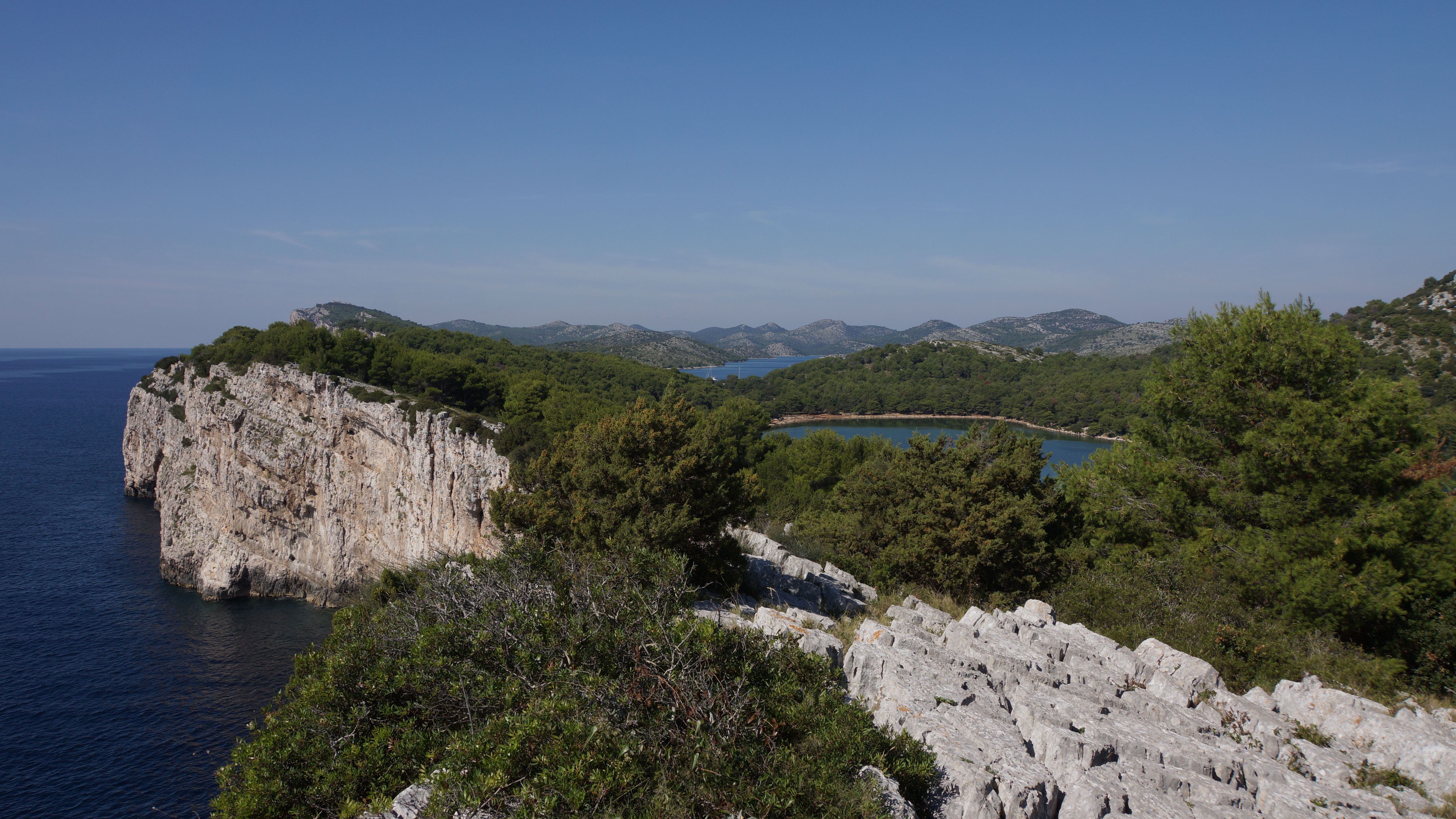
Im Vordergrund verkarsteter Kalksteinfelsen
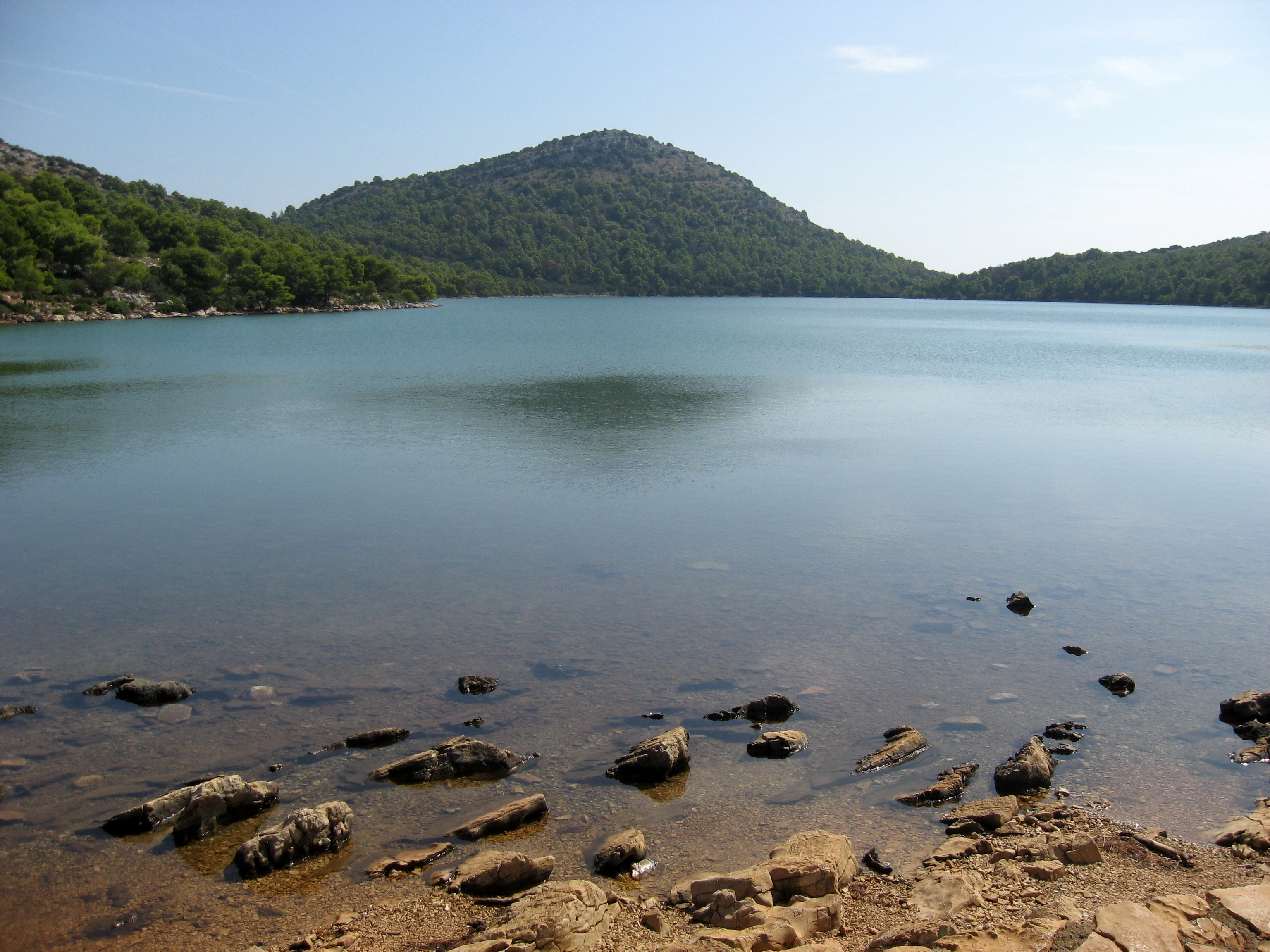
Salzsee Mir